# Condado de Chaoyang
Chaoyang léase Cháo-Yáng (en chino: 朝阳县, pinyin: Cháoyáng Xian) es un condado bajo la administración directa de la ciudad-prefectura de Chaoyang, oeste  de la provincia de Liaoning, República Popular China. El condado yace en una valle de la meseta de Loes con una altitud promedio de 200 m s. n. m., ubicada al suroeste del centro financiero de la ciudad. Su área total es de 4215 km², de los cuales 40 km² pertenecen al área urbana y su población total para 2010 fue de 620 000 habitantes.

## Administración
El condado de Chaoyang se divide en 25 pueblos que se administran en 9 poblados y 16 villas.
Poblados:
- Liucheng (柳城镇)
- Damiao (大庙镇)
- Wafangzi (瓦房子镇)
- Liujiazi (六家子镇)
- Dapingfang (大平房镇)
- Boluochi (波罗赤镇)
- Mutouchengzi (木头城子镇)
- Ershijiazi (二十家子镇)
- Yangshan (羊山镇)

Villas:
- Lianhe(联合乡)
- Dongdatun(东大屯乡)
- Qidaoling  (七道岭乡)
- Beigoumen (北沟门乡)
- Beisijiazi (北四家子乡)
- Wulanhe  (乌兰河硕乡)
- Dongdadao (东大道乡)
- Heiniu  (黑牛乡)
- Gende (根德乡)
- Wangyingzi (王营子乡)
- Shangzhi (尚志乡)
- Nanshuangmiao (南双庙乡)
- Songlingmen (松岭门乡)
- Gushanzi (古山子乡)
- Shengli (胜利乡)
- Taizi  (台子乡)